# Prieuré des Nobis
Pour les articles homonymes, voir Nobis.
Le prieuré des Nobis est un ancien prieuré bénédictin devenu mauriste situé à Montreuil-Bellay, en France.

## Localisation
L'ancien prieuré est situé dans le département français de Maine-et-Loire, sur la commune de Montreuil-Bellay.

## Description
Ruines de l'ancienne église (paroissiale) Saint-Pierre et restes du cloître.
Les bâtiments conventuels reconstruits en 1710 et restaurés depuis sont propriété de la commune.

## Historique
Fondation entre 1097 et 1103 d'un prieuré.
L'église Saint-Pierre est mentionnée dès le XIe siècle. Plusieurs fois détruite et reconstruite, elle est désaffectée à cause de son état au cours du XIXe siècle.  
Les ruines de l'église Saint-Pierre et les restes du cloître sont classées et les bâtiments conventuels inscrits en 1974 au titre des monuments historiques. Les  anciens jardins en terrasse dominant le prieuré sont inscrits en 1991.